# Ньюджент, Джордж, 1-й маркиз Уэстмит
Джордж Томас Джон Ньюджент, 1-й маркиз Уэстмит (англ. George Thomas John Nugent, 1st Marquess of Westmeath; 17 июля 1785 — 5 мая 1871) — англо-ирландский пэр. Он был известен как лорд Делвин с 1792 по 1814 год и граф Уэстмит с 1714 по 1821 год.

## Происхождение и образование
Родился 17 июля 1785 года в Клонине, графство Уэстмит. Единственный выживший сын Джорджа Фредерика Ньюджента, 7-го графа Уэстмит (1760—1814), и Марианны Джеффриес (1761—1849), дочери майора Джеймса Сент-Джона Джеффриеса и Арабеллы Фицгиббон. Его родители развелись в 1796 году после того, как отец узнал о романе его матери с Огастесом Кавендиш-Брэдшоу, что также привело к известному делу о прелюбодеянии. Оба его родителя быстро женились повторно: его мать — на своем возлюбленном, а отец — на леди Элизабет Мур, дочери Чарльза Мура, 1-го маркиза Дрохеды.
Он получил образование в школе Рагби (Рагби, графство Уорикшир) и в Итонском колледже (Виндзор, графство Беркшир).

## Карьера
В 1800 году лорд Делвин был принят на службу в Колдстримскую гвардию в чине прапорщика. Он получил звания лейтенанта и капитана Колдстримской гвардии в 1803 году. В том же 1803 году ему было пожаловано звание капитана в 3-м пехотном полку Ист-Кента. Комиссар казарм в Ирландии в 1813—1815 годах.
30 декабря 1814 года после смерти своего отца Джордж Томас Ньюджент унаследовал титулы 8-го графа Уэстмита (Пэрство Ирландии) и 13-го барона Делвина (Пэрство Ирландии). 12 января 1822 года для него был создан титул 1-го маркиза Уэстмита (Пэрство Ирландии) . Поскольку это были ирландские титулы, они не давали ему автоматического права на место в Палате лордов Великобритании. Однако в 1831 году он был избран ирландским пэром-представителем в Палате лордов. В том же 1831 году он был также назначен лордом-лейтенантом графства Уэстмит (1831—1871).

## Семья
Лорд Уэстмит был женат трижды. 29 мая 1812 года он женился первым браком на леди Эмили Энн Беннет Элизабет Сесил (14 июля 1789 — 21 января 1858), второй дочери Джеймса Сесила, 1-го маркиза Солсбери, и леди Эмили Мэри Хилл. У них было двое детей:
- Уильям Генри Веллингтон Бриджес Ньюджент, лорд Делвин (24 ноября 1818 — 16 ноября 1819)[1]
- Леди Роза Эмили Мэри Энн Ньюджент (май 1814 — 17 января 1883)[1], в 1840 году она вышла замуж за Фулька Гревилла-Ньюджента, 1-го барона Гревиля.

Лорд Уэстмит и леди Эмили развелись в 1827 году, расстались, помирились, а затем заключили второе юридическое раздельное проживание. Её безуспешные попытки получить опеку над дочерью позже побудили ее провести кампанию за реформу закона вместе с известной писательницей и феминисткой Кэролайн Нортон. 18 февраля 1858 года лорд Уэстмит вторично женился на Мэри Джервис, с которой развелся в 1862 году. 12 июля 1864 года он женился в третий раз на Элизабет Шарлотте Вернер (? — 18 сентября 1882), дочери Дэвида Вернера и племяннице сэра Уильяма Вернера, 1-го баронета. Второй и третий браки были бездетными.
У него также была внебрачная дочь Элиза Ньюджент (ок. 1806 — 14 сентября 1877), которая в 1831 году вышла замуж за Альфреда Харли, 6-го графа Оксфорда и Мортимера. Через свою другую внебрачную дочь (от Марии Жозефины Туре), Сесилию Генриетту Ньюджент (22 октября 1849 — 11 января 1886), которая вышла замуж за Виллема Буассевена (1849—1925) , лорд Уэсмит является предком Аннемари, герцогини Пармской.
Лорд Уэстмит скончался в мае 1871 года в возрасте 85 лет, не оставив наследников мужского пола. После его смерти титул маркиза Уэсмита прервался. Два его сводных брата, Роберт и Томас, были бездетны и умерли раньше него. Ему наследовал оставшиеся титулы его родственник Энтони Фрэнсис Ньюджент (1805—1879) из младшей ветви семьи, носивший титул 6-го барона Ньюджента из Риверстона.